# 웨이우잉국가예술문화중심

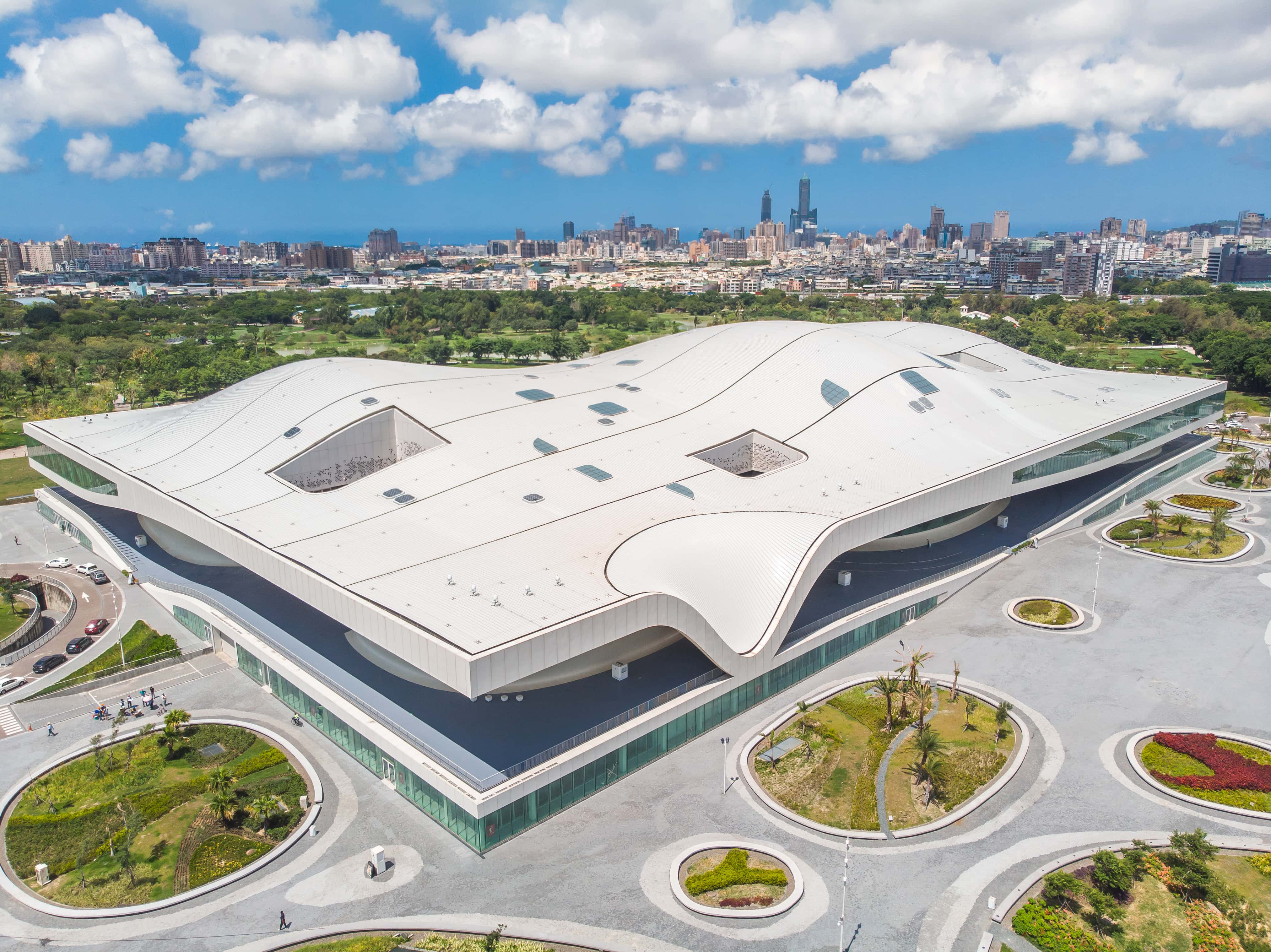

웨이우잉국가예술문화중심(중국어 번체: 衛武營國家藝術文化中心, 중국어 간체: 卫武营國家艺术文化中心, 병음: Wèiwēyíng Guójiā Yìshù Wénhuà Zhōngxīn), 웨이우잉으로도 알려져 있는 국립 가오슝 예술 센터(National Kaohsiung Center for the Arts)는 중화민국 가오슝시 펑산구 (가오슝시)에 위치해 있다. 대만 최대 규모의 문화 시설이자, 한 지붕 아래 있는 세계 최대 규모의 공연 예술 극장이자, 대만 남부 최초의 국가급 공연 예술 장소이다. 기획, 준비, 건설은 웨이우잉 예술문화센터 준비실에서 감독했으며, 완공 후 국립공연예술센터 산하 공연장 중 하나가 되었다.
본관은 네덜란드 건축가 프란신 하우벤(Francine Houben)이 설계했으며 오페라하우스(2,236석), 콘서트홀(1,981석), 플레이하우스(1,209석), 리사이틀홀(434석) 등 4개의 실내 공연장을 갖추고 있다. 남쪽에는 웨이우잉 도시공원 중앙 잔디밭과 연결되는 야외극장이 있으며, 3만 명을 수용하여 야외 공연을 할 수 있다. 콘서트홀에는 9,085개의 파이프로 구성된 파이프 오르간이 설치되어 있어 아시아 최대 규모의 파이프 오르간을 보유하고 있다. 독일의 클라이스 오르겔바우(Klais Orgelbau)가 건설했다. 개장 당시 이 시설은 가디언(The Guardian)에 의해 "지구상에서 가장 큰 예술 공연장"으로 칭찬받았다.

## 같이 보기
- 국가양청원